# Quarentena

Bandeira marítima que indica quando um navio atracado está sob quarentena

Quarentena é a reclusão de indivíduos ou animais sadios pelo período máximo de incubação de uma doença, contado a partir da data do último contato com um caso clínico ou portador, ou da data em que esse indivíduo sadio abandonou o local em que se encontrava a fonte de infecção ("infeção" em Portugal).  Alguns autores substituem o termo "reclusão" por vigilância e observação dos comunicantes motivados por questões éticas, e menos afeitas ao poder de "polícia médica" ou biopoder.  
Segundo Leser et al., o termo quarentena originou-se da prática medieval de manter sem comunicação nos portos em que arribavam, durante quarenta dias, os navios procedentes de determinadas áreas e sobretudo do oriente. Na prática atual, a quarentena corresponde ao período máximo de incubação da doença. 
Contudo, observe-se que há considerável variação nos períodos de incubação de agentes patogênicos, as proteínas do prião, (príon) agente causador da doença de Creutzfeldt-Jakob ou Kuru, por exemplo, possuem um período de incubação que chega a 30 anos, (8 - 9 anos nos casos infantis). Na forma da doença de Creutzfeldt-Jakob é de 18 meses em casos de transplante de córnea e pouco mais de 2 anos em casos de contaminação após uso de eletrodos intracerebrais. 
Ainda segundo Leser (o.c.) segundo a legislação sanitária internacional apenas quatro doenças são quarentenárias, a saber: varíola, peste, febre amarela e cólera na exigência de observação dos comunicantes de um paciente. 
A quarentena difere do isolamento, por este segregar um doente do convívio das outras pessoas durante o período de transmissibilidade, a fim de evitar que outros indivíduos sejam infectados.
O termo também é usado em vários outros contextos, por extensão, para indicar que determinada pessoa, animal ou objeto deve permanecer isolado de outros de igual natureza por outros problemas que não apenas doenças contagiosas. Em informática usa-se em diversas aceções (acepções Brasil), como mensagens de correio eletrônico suspeitas de serem spam à espera da aprovação do utilizador.

## Etimologia e história

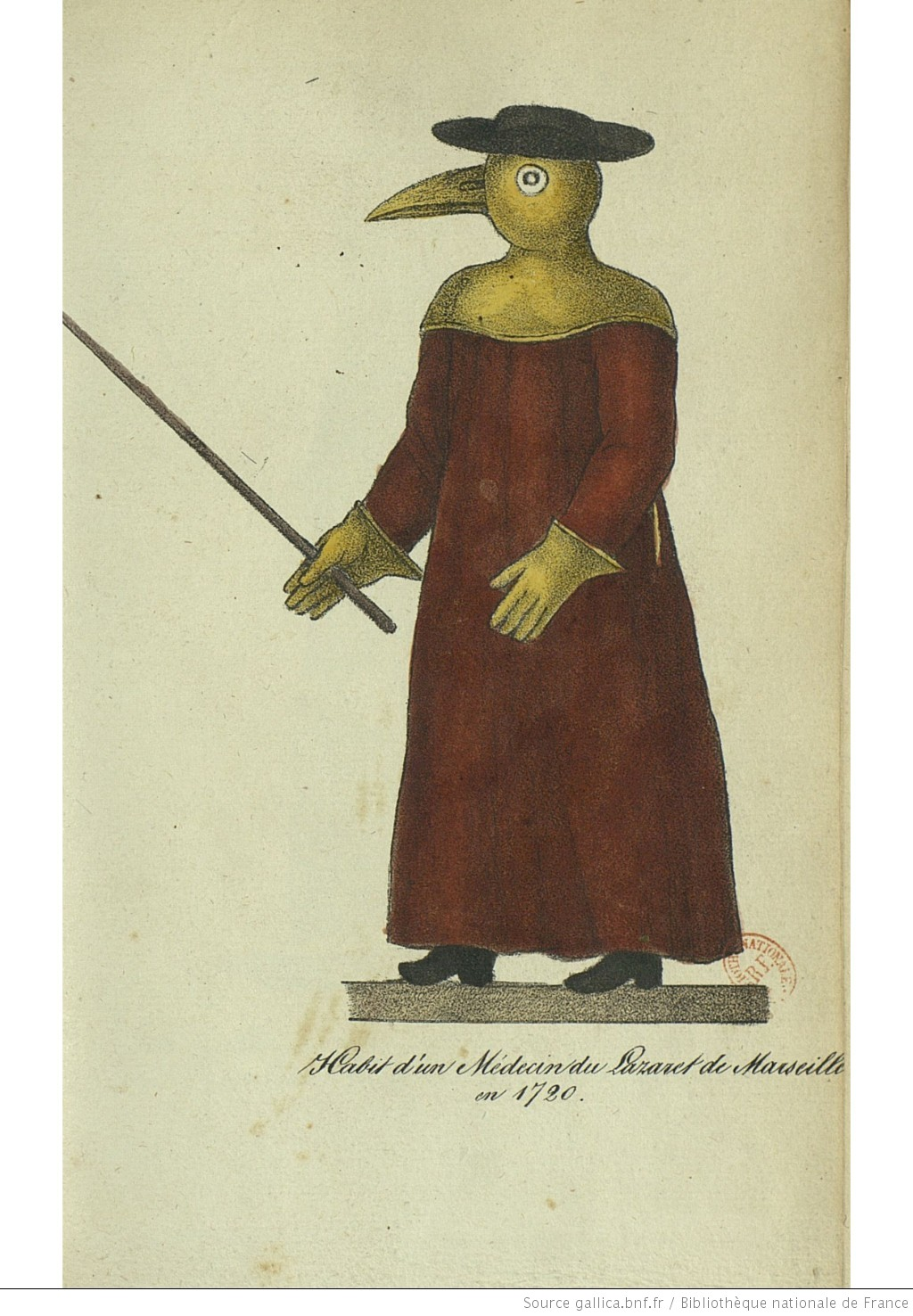
Traje que usavam os médicos nos leprosários no séc. XVIII ou auxiliando pacientes vítimas da peste no séc. XVII.

A origem da palavra vem da língua vêneta designando o período de quarenta dias em que todos os barcos deveriam ser isolados antes que passageiros e tripulantes pudessem desembarcar durante a epidemia da peste negra nos séculos XIV e XV, sendo inspirado no trentino, período de trinta dias imposto pela primeira vez em 1377 em Ragusa, dominada por Veneza.  
Apesar de a quarentena ser considerada pelos historiadores modernos como uma das primeiras contribuições fundamentais à prática da saúde pública,  Czeresnia, assinala que no momento de sua instituição, em épocas da peste, não tinha sua devida importância reconhecida. Estava integrada à práticas de fumigamento e desinfecção junto as fogueiras purificadoras das encruzilhadas de uma cidade; desinfetar com perfumes e enxofre os indivíduos, casas, roupas e outros objetos, etc..  As noções de contágio, continua ela, estavam associadas à uma concepção ontológica do contato com espíritos, demônios, algo que entra no corpo, flechas lançadas pelos deuses, etc., (sendo necessário o isolamento e expulsão), e/ou associada à noção de miasmas e perturbação do equilíbrio e harmonia da physis.  A propagação da epidemia foi descrita na época da peste, como semelhante a um incêndio, a doença é transferida de um doente ao outro assim como o fogo se espalha. Nos casos de lepra, uma doença que esteve fundamentalmente associada à noção de contágio/contato, a doença era associada à impureza espiritual e os doentes era proscritos, expulsos da comunidade, destituídos de direitos civis e considerados socialmente mortos. 
Santos e Nascimento, em artigo de revisão reportam entre seus achados que o valor de 40 dias atribuído ao nome da prática –
quarentena – tem origem nos primórdios da prática de vacinação antivariólica na China Antiga, segundo suas referências observava-se que as crostas extraídas dos acometidos por varíola permaneciam infectantes por cerca de 40 dias e essa observação
difundiu-se como práticas culturais as mais diversas, com objetivo de purificação ou contenção da propagação de doenças. 